# WOBI
WOBI (World of Business Ideas) é um canal de televisão por assinatura criado pelo Grupo HSM para substituir a ManagemenTV. Entrou em operação em 1° de abril de 2012, sendo o primeiro canal de televisão do mundo dedicado ao gênero da administração. Sua programação está baseada em documentários, reality shows e entrevistas com as mais destacadas personalidades do mundo dos negócios a nível global.